# Merii Petchii
Merii Petchii – wieś w Rumunii, w okręgu Ilfov, w gminie Nuci. W 2011 roku liczyła 1010 mieszkańców.